# DriveShaft
I DriveShaft (o Drive Shaft o ancora DriveSHAFT) sono un gruppo rock fittizio presente nella serie televisiva Lost, composto da Charlie Pace (Dominic Monaghan) e da suo fratello Liam (Neil Hopkins). Il gruppo si è sciolto qualche tempo prima dello schianto del volo Oceanic Airlines 815 e la sua storia è narrata principalmente nei flashback degli episodi dedicati a Charlie, La falena, Fuoco e acqua e Greatest Hits.
Secondo quanto detto da Locke nell'episodio La casa del sol levante, gli album pubblicati dalla band sono due, Drive Shaft e Oil Change.
In un flashback dell'episodio Tutti odiano Hugo, Hurley definisce il gruppo come facente parte della categoria one-hit wonder, mentre il suo amico Johnny li prende in giro con il gioco di parole Drive Schif.

## Storia del gruppo
Charlie, assieme al fratello Liam, forma il gruppo dei Drive Shaft, di cui è compositore, coro, basso e persino chitarra in un paio di canzoni.

Il loro più grande successo e unica canzone conosciuta è You All Everybody.
Charlie, coinvolto dal fratello nel mondo della droga, si scontra ripetutamente con lui: nonostante sia Charlie l'autore delle canzoni e la vera anima del gruppo, egli si trova relegato a suonare il basso in posizione subalterna rispetto a Liam che vuole per sé tutti gli onori. In seguito a questi dissidi il gruppo si scioglie: Charlie finisce a suonare sulla strada, assillato dalla ormai incontrollabile dipendenza dall'eroina mentre il fratello, principale responsabile della loro rovina, si sposa e decide di smettere con la vita da rock star.
Alla nascita della figlia di Liam, Megan, Charlie si reca a casa del fratello per spronarlo ad andare all'ospedale a vedere la figlia, poiché Karen, la moglie di Liam, è sola in ospedale. A causa delle distruttive abitudini di Liam, la band cominciò a vacillare. Provarono anche a guadagnare qualche soldo cantando nella pubblicità dei "Butties Diapers", con la nuova versione della canzone You All Everybody, che divenne per l'occasione You All Every Butties, ma il tentativo fallì a causa di Liam.
Tornato nel suo appartamento, Charlie mostra a Liam la loro ultima chance di riportare in vita la band, una canzone chiamata Saved. Sebbene Liam apprezzasse la cosa e credesse che poteva funzionare, non resistette alla sua dipendenza dall'eroina. Vendette il piano di Charlie e comprò un biglietto per l'Australia, dove poté entrare in una clinica di riabilitazione. Voleva dare una svolta alla sua vita perché la moglie l'avrebbe lasciato se non l'avesse fatto. Con la partenza di Liam, i Drive Shaft cessarono di esistere.
Charlie rimane invece vittima dei fatti e della droga, non riesce a reagire e disperato vola a Sydney per convincere suo fratello a riprovare la loro avventura nella band, sua ultima speranza di salvezza. Ma il suo tentativo fallisce, ed è costretto a ripartire per Los Angeles a bordo del volo Oceanic Airlines 815 che precipiterà sull'isola.
Ben pochi sanno che un gruppo chiamato Drive Shaft è realmente esistito, pur se per un breve periodo di tempo: nacque l'11 settembre 1947 ed era formato da Daniel Bitch e Robert Brown; il gruppo non durò molto perché non ebbe molto successo. Il 24 novembre 1947 infatti il gruppo si era già sciolto; scrisse soltanto una canzone intitolata You all everybody, dopo di che scomparve dalla circolazione.

## Analogie con i Take That e con gli Oasis
La storia dei DriveShaft somiglia alla vicenda degli Take That, e poi a quella degli Oasis, come peraltro affermato dallo stesso Dominic Monaghan in Backstage with Drive Shaft, uno dei contenuti extra del DVD della prima stagione:
- Charlie è di Manchester, come loro.
- Il video di You are Everybody è un chiaro riferimento a Do What You Like dei Take That.
- All'interno della Stanza 23 troviamo la scritta "EVERYTHING CHANGES", album e canzone dei Take That del 1993 (Tutto cambia), sulle immagini di:

Otto antiche monete di vario tipo. Un dollaro d'argento del 192?. Un cilindro di cera sulla cima di una pila di 4 CD sparsi. Stufa a legna. Un tubo spesso con una valvola circolare. Un compasso per progettazioni. Tre tastiere elettroniche. 
- Il fratello di Charlie si chiama Liam (chiaro riferimento al frontman degli Oasis Liam Gallagher).
- I due gruppi hanno in comune le continue liti tra i componenti del gruppo (Gary Barlow e Robbie Williams) o tra fratelli e i problemi legati all'abuso di droga.
- Charlie è, nel gruppo, l'autore dei pezzi relegato in secondo piano a suonare il basso, proprio come Noel Gallagher che degli Oasis è il compositore e il chitarrista, ma non il frontman o come accadde agli esordi dei Take That per Robbie Williams e Gary Barlow.
- Nell'episodio "la Falena", Neil canta imitando Liam Gallagher, con la schiena inarcata e la testa protratta verso l'alto.
- Le canzoni dei DriveShaft somigliano molto, nello stile e nel sound, a quelle dei primi album degli Oasis.
- Nell'episodio Déjà vu, Charlie per strada canta il maggior successo degli Oasis, Wonderwall.